# 当塞 (卢瓦尔省)
当塞（法語：Dancé，法語發音：[dɑ̃se] ⓘ）是法国卢瓦尔省的一个旧市镇，属于罗阿讷区。

## 地理
当塞（45°54'8"N, 4°1'32"E）面积8.83 平方千米，位于法国奥弗涅-罗讷-阿尔卑斯大区卢瓦尔省，该省份为法国中南部省份，北起顺时针与索恩-卢瓦尔省、罗讷省、伊泽尔省、阿尔代什省、上盧瓦爾省、多姆山省和阿列省接壤。
与当塞接壤的市镇（或旧市镇、城区）包括：比利、阿米永、科尔代勒、圣保罗德韦兹兰、圣波尔格、苏泰尔农。

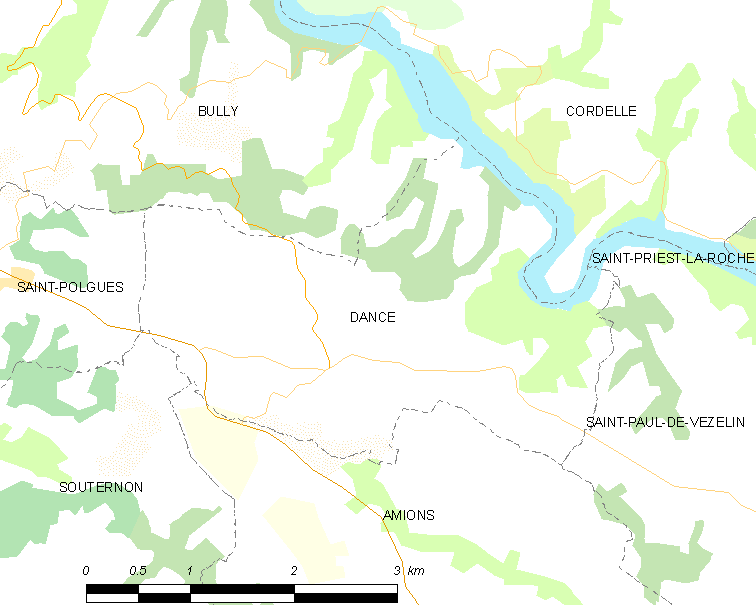
的OSM定位图

当塞的时区为UTC+01:00、UTC+02:00（夏令时）。

## 行政
当塞的邮政编码为42260，INSEE市镇编码为42082。

## 政治
当塞所属的省级选区为利尼翁河畔博安县。

## 人口

1962-2008年间人口变化图示

当塞于2018年1月1日时的人口数量为172人。